# Бастианини, Этторе
Э́тторе Бастиани́ни (правильнее Бастьянини; итал. Ettore Bastianini; 24 сентября 1922, Сиена — 1 января 1967, Сирмионе) — итальянский оперный певец, один из крупнейших оперных баритонов XX века. Наиболее известен своими интерпретациями драматических партий в операх Джузеппе Верди. Тембрально богатый и экспрессивный голос певца критики называли «пламенным», «голосом бронзы и бархата».

## Биография
Этторе Бастианини родился в Сиене в бедной семье. Отца своего он не знал; в юные годы был подсобным рабочим у пекаря Гаэтано Ванни, у которого и брал свои первые уроки пения. С 16 лет Этторе пел в родном городе в хоре, где на него обратили внимание музыкальные педагоги Адельмо и Фатима Амманнати и приняли на бесплатное обучение юношу с голосом редкой красоты.
Свою певческую карьеру Бастианини начинал как бас: в 1945 году он дебютировал в Равенне в партии Коллена в «Богеме» Дж. Пуччини и в течение шести лет исполнял исключительно басовые партии, в том числе Дона Базилио в «Севильском цирюльнике» Дж. Россини и Спарафучиле в «Риголетто» Дж. Верди. Лишь в 1951 году, по совету своего флорентийского педагога Р. Бетарини, он перешёл на баритоновые партии и в этом качестве дебютировал в январе 1952 года в Болонье, исполнив партию Жермона в «Травиате» Дж. Верди. В той же партии годом позже Бастианини дебютировал в «Метрополитен-опера», а в 1955 году в «Ла Скала» (где впервые выступил в 1954-м) пел Жермона в легендарной постановке Карло Марии Джулини и Лукино Висконти, с Марией Каллас в главной партии. На миланской сцене в середине 50-х годов он получил признание как один из лучших баритонов своего времени.
В 1952—1954 годах Бастианини часто выступал и в партиях русского репертуара: на фестивале «Флорентийский музыкальный май» пел Томского и Елецкого в «Пиковой даме» и Мазепу в одноимённой опере П. И. Чайковского, Андрея Болконского в опере С. Прокофьева «Война и мир»; в «Ла Скала» в 1954 году он дебютировал в партии Евгения Онегина
Бастианини выступал на лучших сценах Европы и Соединённых Штатов, принимал участие в постановках Зальцбургского фестиваля; его карьера развивалась от триумфа к триумфу, но оказалась недолгой: в конце 1962 года врачи обнаружили у певца рак горла. Пройдя курс лечения в Швейцарии в начале 1963 года, он вернулся на сцену, но голос Бастианини уже не был прежним; болезнь сказывалась на его выступлениях, которые могли быть и превосходными, и провальными. Ничего не зная о болезни, публика и критики не щадили певца; в 1965 году ведущие оперные театры расторгли свои контракты с ним. В последний раз Бастианини вышел на сцену в «Метрополитен», в одной из самых любимых своих партий — Родриго в «Дон Карлосе» Дж. Верди.
Этторе Бастианини умер 25 января 1967 года в Сирмионе и был похоронен в своём родном городе.

## Творчество
Яркий и сочный баритон певца, густой и насыщенный в басах, звонкий в верхнем регистре, позволял критикам видеть в Бастианини наследника «короля баритонов» Баттистини. Мировое признание он получил прежде всего как исполнитель драматических партий в операх Дж. Верди: Риголетто, Амонасро в «Аиде», Родриго в «Дон Карлосе», графа ди Луна в «Трубадуре», Ренато в опере «Бал-маскарад», Дона Карлоса в «Силе судьбы», Яго в «Отелло». 

### Избранная дискография

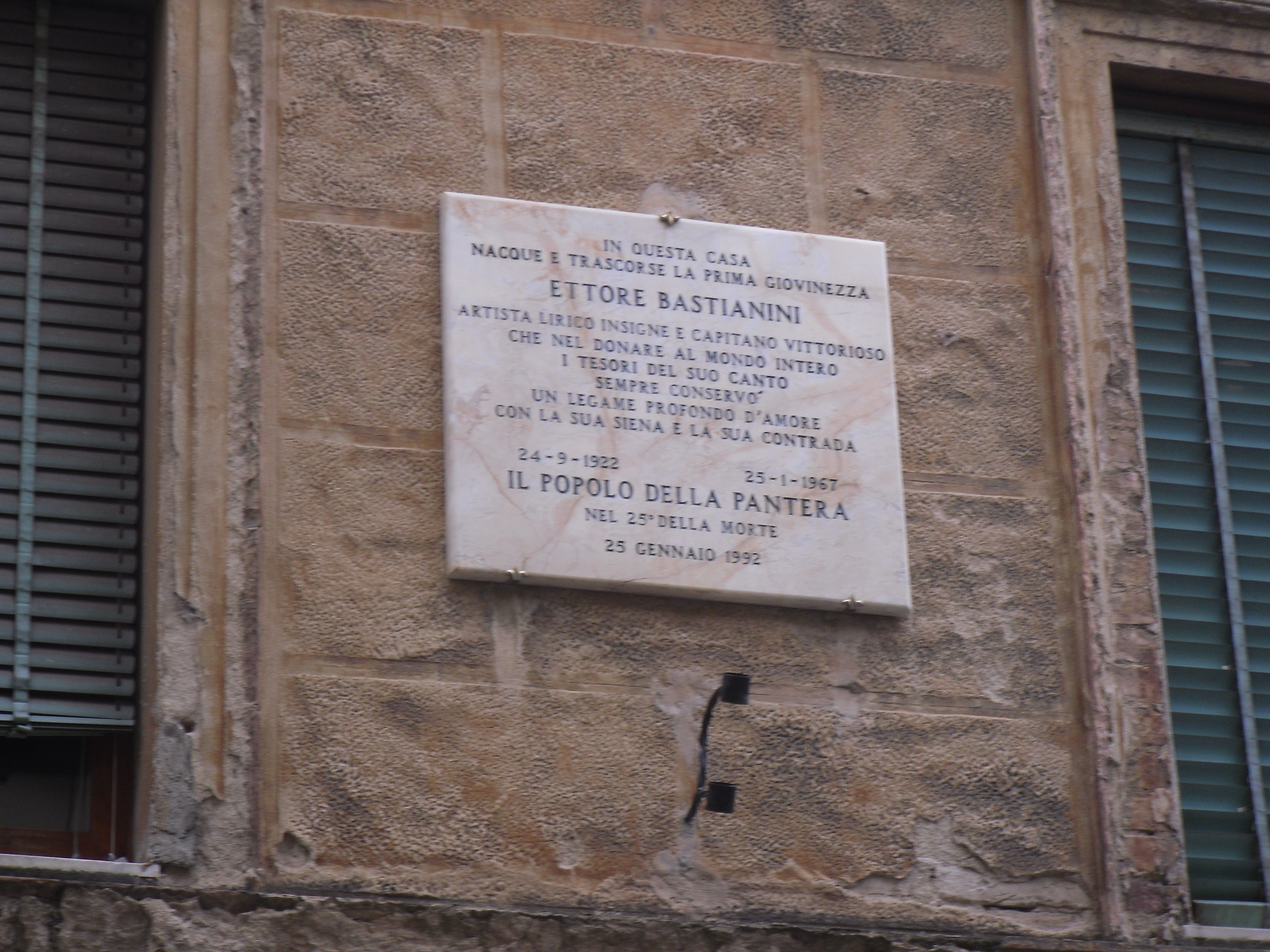
Мемориальная доска на сиенском здании, где родился Бастианини

| Год  | Название                           | Партия          | Солисты                                                 | Дирижёр                     | Студия          |
| ---- | ---------------------------------- | --------------- | ------------------------------------------------------- | --------------------------- | --------------- |
| 1953 | «Аида» Д. Верди                    | Амонасро        | Мари Куртис Верна, Умберто Борсо, Оралья Домингес       | Франко Капуана              |                 |
| 1955 | «Фаворитка» Г. Доницетти           | Альфонсо IX     | Джульетта Симионато, Джанни Поджи, Джером Хайнс         | Альберто Эреде              | Decca           |
|      | «Сила судьбы» Д. Верди             | Дон Карлос      | Рената Тебальди, Марио Дель Монако, Джульетта Симионато | Франческо Молинари-Праделли | Decca           |
|      | «Травиата» Д. Верди                | Жермон          | Мария Каллас, Джузеппе Ди Стефано                       | Карло Мария Джулини         | EMI             |
| 1956 | «Андре Шенье» У. Джордано          | Шарль Жерар     | Рената Тебальди, Марио Дель Монако                      | Джанандреа Гаваццени        | Decca           |
|      | «Севильский цирюльник» Дж. Россини | Фигаро          | Альвиньо Мисчьяно, Джульетта Симионато, Чезаре Сьепи    | Альберто Эреде              | Decca           |
| 1957 | «Сельская честь» П. Масканьи       | Альфио          | Рената Тебальди, Юсси Бьёрлинг                          | Альберто Эреде              | Decca           |
|      | «Джоконда» А. Понкьелли            | Барнаба         | Анита Черкуэтти, Марио Дель Монако, Джульетта Симионато | Джанандреа Гаваццени        | Decca           |
| 1958 | «Богема» Дж. Пуччини               | Марсель         | Карло Бергонци, Рената Тебальди, Чезаре Сьепи           | Туллио Серафин              | Decca           |
|      | «Тоска» Дж. Пуччини                | Барон Скарпиа   | Рената Тебальди, Джузеппе Ди Стефано, Никола Дзаккариа  | Джанандреа Гаваццени        | Legato Classics |
| 1959 | «Лючия ди Ламмермур» Г. Доницетти  | Энрико          | Рената Скотто, Джузеппе Ди Стефано, Иво Винко           | Нино Сандзоньо              | Palladio        |
| 1960 | «Бал-маскарад» Д. Верди            | Ренато          | Джанни Поджи, Антониетта Стелла, Адриана Лаццарини      | Джанандреа Гаваццени        | DG              |
|      | «Риголетто» Д. Верди               | Риголетто       | Рената Скотто, Альфредо Краус, Иво Винко                | Джанандреа Гаваццени        | Dischi Ricordi  |
| 1961 | «Дон Карлос» Д. Верди              | Родриго ди Поза | Флавио Лабо, Антониетта Стелла, Борис Христов           | Габриеле Сантини            | DG              |
|      | «Битва при Леньяно» Д. Верди       | Роландо         | Антониетта Стелла, Франко Корелли, Марко Стефанони      | Джанандреа Гаваццени        | Melodram        |
| 1962 | «Травиата» Д. Верди                | Жермон          | Рената Скотто, Джанни Раймонди                          | Антонино Вотто              | DG              |
|      | «Трубадур» Д. Верди                | граф ди Луна    | Карло Бергонци, Антониетта Стелла, Фьоренца Коссотто    | Туллио Серафин              | DG              |